# Club y Biblioteca Ramón Santamarina
Club y Biblioteca Ramón Santamarina jest argentyńskim klubem z siedzibą w mieście Tandil leżącym w prowincji Buenos Aires.

## Osiągnięcia
- Udział w mistrzostwach Argentyny Nacional: 1985
- Mistrz Liga Tandilense (31): 1924, 1925, 1926, 1928, 1930, 1932, 1938, 1950, 1953, 1955, 1956, 1957, 1959, 1960, 1961, 1962, 1963, 1964, 1965, 1966, 1968, 1970, 1973, 1976, 1979, 1980, 1984, 1991, 1992, 2002 Apertura, 2002 Clausura.

## Historia
Klub został założony 20 grudnia 1913 roku pod nazwą Club Ramón Santamiarina i gra obecnie w drugiej lidze argentyńskiej Primera B Nacional jako beniaminek. Inspiracją dla nazwy klubu był argentyński działacz polityczny Ramón Santamarina. Jedyna grupa kibiców klubu nosi nazwę La Inmortal barra del aurinegro.